# Willa w Lipie
Willa w Lipie – willa otoczona ogrodem, znajdująca się w Lipie Średniej, barokowa, murowana z lat 1720-65, przebudowana w 1925 r., po 1960 r. i obecnie. Willa jest budynkiem dwukondygnacyjnym, trzyosiowym, nakrytym czterospadowym dachem mansardowym z lukarniami. Posiada półkolisty, skromny portal z kartuszami herbowymi, który podtrzymuje mały balkon. Okna w willi są prostokątne w opaskach.